# Emskirchen
Emskirchen è un comune tedesco di 6 143 abitanti, situato nel land della Baviera.